# Campana Tamil

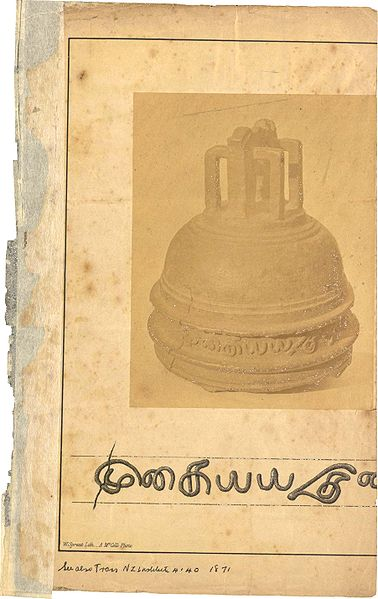
Grabado del de la Campana Tamil y su inscripción en caracteres tamiles antiguos.

La Campana Tamil es un trozo de una campana de bronce de 166 mm de alto y 153 mm de diámetro con una inscripción en caracteres tamiles antiguos. Se le supone una antigüedad de entre 400 y 500 años y se conserva en el Museo de Nueva Zelanda Te Papa Tongarewa desde 1890, cuando fue donada por William Colenso.
Utilizada durante generaciones por los nativos maoríes de Nueva Zelanda como recipiente de cocina, fue encontrada hacia 1836 en el distrito de Whangarei, en el norte del país, por el reverendo William Colenso cuando vio a algunas nativas usándola para hervir patatas. Dichas nativas le explicaron que la campana hacía muchos años que había sido encontrada entre las raíces de un árbol derribado durante una tormenta.
En la década de 1950 la inscripción de la campana fue identificada como tamil y su traducción sería la siguiente: campana de la nave mercante Muhaideen.
Aunque no ha sido aclarada satisfactoriamente la llegada de la campana a Nueva Zelanda, hay diversas teorías al respecto, aparte de la posibilidad de que la campana fuera llevada por europeos en el siglo XVIII. Plantea la posibilidad de que los tamiles pudieron haber comerciado con Nueva Zelanda, incluso antes de la colonización europea, pero no es en sí la prueba de dichos  contactos. Pudo haber llegado en un barco a la deriva o, según otra teoría propuesta que la relaciona con el llamado casco español encontrado en el puerto de Wellington, podría haber sido comprada por Juan Sebastián Elcano en Java a bordo de la nao Victoria, y pasar luego a la carabela San Lesmes, de la flota de García Jofre de Loaísa, la cual posiblemente naufragó en el archipiélago Tuamotu, siendo luego transportada por algunos de sus supervivientes o descendientes.